# Pardosa glacialis
Pardosa glacialis är en spindelart som först beskrevs av Tord Tamerlan Teodor Thorell 1872.  Pardosa glacialis ingår i släktet Pardosa och familjen vargspindlar. Inga underarter finns listade i Catalogue of Life.